# 力王之真正敵人
《力王之真正敵人》是一部2002年上映的香港電影，本片並非1992年上映的三級片力王續集，並與漫畫力王並沒關係。由田雋導演、劉贏監製，編劇為梁志明，樊少皇、任港秀及行宇領銜主演。

## 劇情
阿虎為拳壇上的著名拳手，他在拳壇上的希望是和拳壇冠軍力王決戰一番，終於，虎向力王下戰書。在一場比賽裏，兩人打得落水留花，未能分出勝負，兩人更因重傷而入院。力王的眼睛受到傷害，因此他不能再打拳賽，因為一再打的話，便會影響視力，在這時侯力王決定離開拳壇...

## 演員
| 演員   | 角色 | 粵語配音 | 備註 |
| 樊少皇 | 力王 | 羅偉傑   | 力王先生 阿虎之對手兼好友 在開頭因眼睛受到傷害而打算離開拳壇，後在陳其的影響下再次參加和阿虎對決的比賽 阿美之男友 最後打敗阿虎並勝利            |
| 任港秀 | 阿美 | 陸惠玲   | 力王之女友，與其懷有一子 後操勞過度，受傷入院                                                                                                   |
| 陳觀泰 | 陳其 | 葉振聲   | 教練 力王之師傅 教導力王如何避開阿虎之攻擊 |
| 釋行宇 | 阿虎 | 李家輝   | 虎哥 拳壇上的著名拳手 力王之對手兼好友 願望是和拳壇冠軍力王決戰一番，但在第一場便兩人都打得落水留花，未能分出勝負 後多次打敗力王 最後被力王打敗 |
| 黎強權 | 阿波 | 羅偉亮   | 拳擊比賽評判 在片尾力王和阿虎決戰那場比賽的評判                                                                                                 |
| 朱幸賢 | 阿勇 | 李家輝   | 拳擊比賽評判 在片尾力王和阿虎決戰那場比賽的評判                                                                                                 |
| 侯江龍 | 大超 | 羅偉亮   | 阿美之兄 |

## 相關作品
- 力王（Story of Ricky，1992年）
- 力王之黑色擂台（The Boxing King，2002年）
- 力王Ⅱ之中國拳霸（Story of Ricky 2 : Dint King Inside King，2004年）

## 備註
1. ↑  並非指著名歌手姜濤。

## 外部連結
- 香港影庫上《力王之真正敵人》的資料（繁體中文）
- 豆瓣电影上《力王之真正敵人》的資料 （简体中文）